# Anemone coronaria
Anemone coronaria is een plant uit de ranonkelfamilie (Ranunculaceae). De plant komt van nature voor in het Middellandse Zeegebied.
Het is een kruidachtige, meerjarige plant die tot 20-40 cm (zelden tot 60 cm) hoog wordt. Er is een rozet van enkele grondbladeren. Elk blad is in drieën gedeeld en diep gelobd. De bloemen groeien aan een enkele stengel met een krans van kleine bladeren juist onder de bloem. De bloem is 3-8 cm breed en heeft vijf tot acht rode, witte, roze, paarse of blauwe kroonbladachtige kelkbladen. Rood komt het meest voor.

## Kweek
De plant wordt geteeld vanwege haar aantrekkelijke bloemen. Er zijn veel rassen gekweekt, de populairste bevinden zich in de 'De Caen'-cultivargroep.

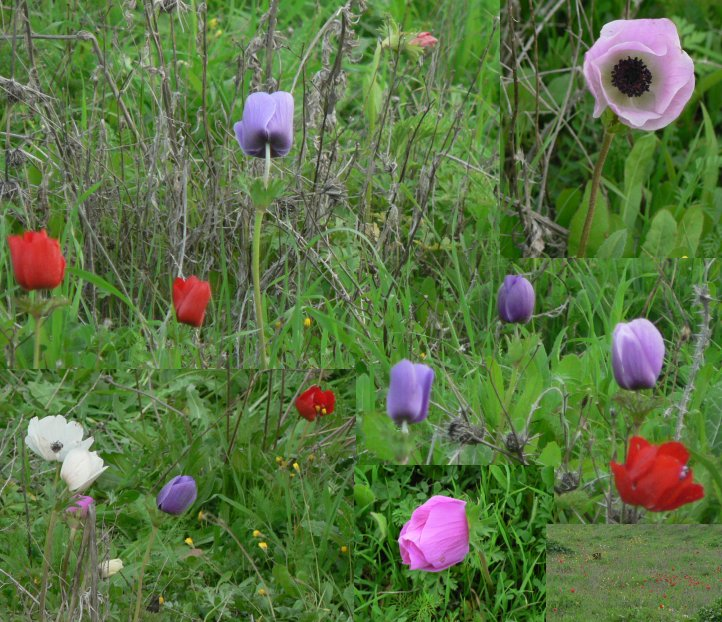
Dit is een gemengde verzameling Anemone coronaria ('Kalanit' in het Hebreeuws) met verschillende kleuren, op een veld in Israël.

... · A. altaica · A. apennina (Blauwe anemoon) · A. blanda (Oosterse anemoon) · A. canadensis · A. coronaria · A. hupehensis · A. narcissiflora · A. nemorosa (Bosanemoon) · A. quinquefolia · A. ranunculoides (Gele anemoon) · A. sylvestris · A. trifolia · ...